# والي كامبل
والي كامبل (بالإنجليزية: Wally Campbell) هو سائق فورمولا 1 أمريكي، ولد في 16 يوليو 1926، وتوفي في 17 يوليو 1954.